# Катастрофа Ту-154 в Праге
Катастрофа Ту-154 в Праге — крупная авиационная катастрофа, произошедшая в понедельник 19 февраля 1973 года в аэропорту Рузине (Прага, Чехословакия). Авиалайнер Ту-154 авиакомпании «Аэрофлот» выполнял регулярный пассажирский рейс SU-141 по маршруту Москва—Прага, но при заходе на посадку внезапно перешёл в быстрое снижение, врезался в землю и разрушился. Из находившихся на его борту 100 человек (87 пассажиров и 13 членов экипажа) погибли 66, из 34 выживших 18 получили ранения.
Это первая катастрофа в истории самолёта Ту-154.
Чехословацкая комиссия не смогла установить причины катастрофы, лишь предположив, что при заходе на посадку лайнер неожиданно попал в зону турбулентности, что и привело к потере устойчивости. Советская комиссия пришла к мнению, что причиной катастрофы стала ошибка командира экипажа, который при заходе на посадку случайно (из-за несовершенства системы управления) изменил угол наклона стабилизатора.

## Самолёт
Ту-154 (регистрационный номер CCCP-85023, заводской 72A-023, серийный 0023) был выпущен Куйбышевским авиационным заводом в сентябре 1972 года, то есть его «возраст» составлял всего около 5 месяцев. Авиалайнер передали заказчику — Министерству гражданской авиации СССР (работало под брендом «Аэрофлот»), в которое он (по некоторым данным) поступил 6 октября. 30 октября его занесли в реестр воздушных судов под № 10 135 и бортовым номером CCCP-85023, о чём был выдан лётный сертификат №2806.
Эксплуатировался он в 207-м лётном отряде в составе Шереметьевского объединённого авиаотряда Центрального управления международных воздушных сообщений (ЦУМВС). За короткий период эксплуатации были отдельные замечания по работе оборудования и системам самолёта, но эти замечания были небольшими и быстро устранялись, то есть в целом авиалайнер был технически исправен. На день катастрофы совершил 261 цикл «взлёт-посадка» и налетал 459,1 часов, включая 4,1 часа от последнего ремонта. Его три двухконтурных турбовентиляторных двигателя HK-8-2 производства КМПО имели заводские номера (от левого к правому) A8214044, A8214038 и A8214040, наработка каждого из них на день катастрофы составляла примерно 472,5 часа.

## Экипаж
Самолётом управлял опытный экипаж, состав которого был таким:
- Командир воздушного судна (КВС) — 41-летний Сергей Чернецов. Пилот 1-го класса, налетал свыше 12 650 часов, 236 из них на Ту-154 (в том числе 48 часов ночью). За день до полёта находился на дежурстве, сон перед полётом составил 7 часов 45 минут.
- Второй пилот — 44-летний Владимир Береснев. Пилот 2-го класса, налетал свыше 14 650 часов, 247 из них на Ту-154 (в том числе 53 часа ночью). За день до полёта находился на дежурстве, отдых перед полётом составил 9 часов.
- Штурман — 47-летний Вадим Юрченко. Штурман 1-го класса, налетал свыше 4630 часов, 124 из них на Ту-154 (в том числе 25 часов ночью). За день до полёта находился на дежурстве, отдых перед полётом составил 9 часов.
- Бортинженер — 34-летний Валерий Щёголев. Бортинженер 1-го класса, налетал свыше 3710 часов, 957 из них на Ту-154 (в том числе 323 часа ночью). За день до полёта находился на дежурстве, отдых перед полётом составил 8 часов.
- Штурман (проверяющий) — 35-летний Лев Успенский. Штурман 1-го класса, старший штурман авиационной эскадрильи, налетал свыше 7280 часов, свыше 310 из них на Ту-154 (в том числе 60 часов ночью). За день до катастрофы выполнял рейс из Рима продолжительностью 6 часов 35 минут, который прибыл в Москву в 16:40 и отдых после которого составил 10 часов 40 минут.
- Бортинженер-инструктор (проверяющий) — 47-летний Игорь Мотасов. Бортинженер 1-го класса, налетал 9515 часов, 674 из них на Ту-154 (в том числе 230 часов ночью). За день до катастрофы выполнял рейс из Рима продолжительностью 6 часов 35 минут, который прибыл в Москву в 16:40 и отдых после которого составил 8 часов.
- Бортрадист-инструктор — 44-летний Даниил Зязин. Бортрадист 1-го класса, налетал 9987 часов, 602 из них на Ту-154 (в том числе 156 часов ночью). За день до полёта находился на дежурстве, отдых перед полётом составил 8 часов.
- Бортрадист-стажёр — 42-летний Андрей Жуков. Бортрадист 1-го класса, налетал свыше 10 460 часов, всего 2 из них на Ту-154. За день до полёта находился на дежурстве, отдых перед полётом составил 8 часов.

По имеющимся данным, все 8 членов лётного экипажа имели необходимую квалификацию и действующие сертификаты, а в их прошлом никаких происшествий по их вине не происходило.
В салоне самолёта работали пять бортпроводников (известны имена четырёх из них) — Николай Даюн, Лариса Дзюбина, Валерия Пучкова и Леонид Пархомов.

## Хронология событий

### Полёт к Праге
Ту-154 борт СССР-85023 выполнял международный пассажирский рейс SU-141 по маршруту Москва — Прага и в 06:50 (09:50 MSK) 19 февраля вылетел из аэропорта Шереметьево. Всего на борту самолёта находились 87 пассажиров (85 взрослых, один 12-летний подросток и один младенец), 13 членов экипажа, 1549 килограммов багажа (включая ручную кладь), 2223 килограмма груза и 410 килограммов почты. Запас авиатоплива в баках при вылете составлял около 27 000 килограммов, а общий взлётный вес лайнера был оценён в 86 316 килограммов при максимальном допустимом 90 000 килограммов. К моменту посадки запас авиатоплива составлял уже примерно 12 000 килограммов, то есть посадочный вес рейса 141 был уже около 71 316 килограммов. Центровка самолёта на протяжении полёта колебалась в диапазоне 19,3—22,0% САХ при установленных для Ту-154 пределах от 16,5 до 28,0% САХ, то есть также была в норме.
Над территорией СССР полёт проходил на эшелоне FL330 (10 000 метров), далее при пролёте Польши экипаж поднялся до FL350 (10 650 метров). После пролёта Варшавы было дано разрешение снижаться до эшелона FL310 (9450 метров), а на подходе к Чехословакии — FL290 (8850 метров). Польско-чехословацкая граница была и вовсе пройдена на эшелоне FL220 (6700 метров), а в 08:54 с рейса 141 доложили о прохождении Фридланта (OKX) и выполнении снижения с 7200 метров до 6700 метров (эшелон FL220). В ответ из диспетчерского центра в Праге дали указание продолжать снижение до высоты 2440 метров по направлению на Раднице (RCE), а в 08:56 — сохранять направление по осевой линии воздушного коридора. В 09:00 экипаж доложил о пролёте Раднице на высоте 2440 метров, на что получил указание переходить на связь с диспетчером подхода на частоте 121,4 МГц.

### Заход на посадку
Над Чехословакией в это время стоял антициклон, сопровождаемый относительно хорошими погодными условиями без турбулентности или обледенения, лишь изредка шли небольшие снегопады.
Перейдя на связь с «Прага—подход», экипаж тут же получил указание следовать через EHO до захвата радиомаяка подхода, а далее снижаться до 1200 метров с докладом о прохождении высоты 1500 метров. В 09:02 с самолёта доложили о прохождении 1500 метров с курсом 135°, на что было дано указание переходить на связь с «Прага—круг». После перехода на новую частоту рейс 141 от диспетчера радиолокационного контроля получил указание продолжать следовать к радиомаяку подхода, информацию, что он первый в очереди на посадку по ILS на взлётно-посадочную полосу 25 (в настоящее время это полоса 24), а также разрешение снижаться до 500 метров по давлению аэродрома — 730,1 мм рт. ст. В 09:04 экипаж получил разрешение снижаться до 350 метров по уровню аэродрома и предупреждён, что самолёт уклонился на пару километров от трассы. Спустя 40 секунд диспетчер передал, что рейс 141 находится в 15 километрах от аэропорта и следует точно по курсу посадки, а в 09:05 дал указание переходить на связь с диспетчером взлёта и посадки («Прага—вышка»).

### Катастрофа
Находясь в 7 километрах от аэропорта, экипаж перешёл на связь с «Прага—башня» и сообщил о приближении к аэропорту с намерением выполнить посадку и визуальном наблюдении полосы. На это диспетчер взлёта и посадки дал разрешение выполнять посадку на ВПП № 25, а также сообщил о наземном ветре — 250° 4 м/сек. (встречный). В 09:06 экипаж запросил и получил информацию о коэффициенте торможения, который составлял «5», а также повторное разрешение на посадку. В 09:06:30 экипаж подтвердил получение информации, что стало последним известным сообщением с рейса 141.
Авиалайнер следовал точно на глиссаде, когда в районе ближнеприводного радиомаяка Либоц (L) он вдруг опустил нос и под углом 4,62° по отношению к глиссаде начал быстро снижаться. Ничего не понимая, пилоты увеличили режим двигателей и стали тянуть штурвалы «на себя», пытаясь таким образом поднять нос и вывести самолёт из снижения, но эти меры не оказали существенного влияния. Рейс SU-141 успел перелететь скоростное шоссе R7, после чего примерно в 60 метрах за ним и в 467 метрах от торца взлётной полосы № 25 с небольшим правым креном врезался носовой, а затем и правой стойкой основного шасси в замёрзшую землю. Касание было очень жёстким и от удара шасси разрушились, после чего на удалении 320 метров от торца ВПП лайнер врезался в землю уже носовой частью фюзеляжа и правой плоскостью крыла, которые также начали разрушаться. На удалении 257 метров от торца полосы правая плоскость оторвалась; одновременно с этим вытекший из разорванных топливных баков авиакеросин воспламенился, вызвав пожар, который начал сразу разгораться. Тем временем мчащийся по земле фюзеляж стал вращаться вправо, переворачиваясь «на спину», при этом оторвало правый двигатель, а затем и хвостовое оперение. Наконец в 50 метрах от торца ВПП № 25 и в 75 метрах правее продолжения её оси перевёрнутый рейс 141 с уцелевшей левой плоскостью крыла остановился, после чего быстро распространяющийся огонь полностью уничтожил авиалайнер.
По данным метеослужбы аэропорта, в это время шёл небольшой снегопад, над аэропортом стояла переменная облачность с нижней границей 1200 метров и с просветами на высоте 2400 метров, ветер 260 6—8 м/сек., иногда усиливаясь до 11 м/с, температура воздуха 0 °C, видимость 5 километров.

### Спасательные работы
Катастрофа произошла в 09:07 (10:07 местного времени), а спустя уже 10 секунд пожарная служба объявила сигнал тревоги. Ещё через 10 секунд сигнал тревоги дал и диспетчер посадки. Пожарные машины находились в 1,5 километрах от места катастрофы, на преодоление которых им понадобилось 90 секунд, после чего в 09:09 расчёты прибыли к самолёту, когда пожар уже успел охватить заднюю часть фюзеляжа и в районе центроплана, а находящиеся в задней части иллюминаторы начали лопаться из-за высокой температуры. В таких условиях пожарные сосредоточили усилия по спасению людей, находящихся в передней части салона, так как в ней ещё могли быть выжившие. В течение трёх—четырёх минут успели спастись 34 человека, когда к 09:14 распространяющийся по левой стороне пожар охватил весь салон, при этом начали взрываться находящиеся в передней части баллоны со сжатым воздухом, поэтому спасательные работы проводить было уже невозможно. В 09:17 для помощи в тушении пожара были вызваны городские пожарные расчёты, а в 09:20 пожар был локализован, хотя огонь в салоне продолжал подпитываться вытекающим из разрушенных баков авиатопливом. В 09:45 пожар удалось полностью взять под контроль.
В результате катастрофы погибли 62 пассажира и 4 бортпроводника, то есть всего 66 человек, причём 53 погибших были обнаружены внутри самолёта, а 13 снаружи. По данным патологической экспертизы 51 человек погиб от ожогов, а 15 от многочисленных травм. По имеющимся данным, из 62 погибших пассажиров 37 являлись гражданами СССР, 17 — ЧССР, 5 — Кубы, а также по одному из Польши, Румынии и ГДР. Выжить удалось 25 пассажирам и 9 членам экипажа, из них травмы получили 15 пассажиров и 3 члена экипажа, то есть всего 18 человек. Остальные 16 человек относительно не пострадали.
Катастрофа рейса 141 стала первой катастрофой в истории самолёта Ту-154. Также на момент событий по числу жертв (66 погибших) эта катастрофа занимала второе место в Чехословакии (после катастрофы Ил-18 под Братиславой, 82 погибших).

## Известные пассажиры
- Алексей Минц — советский экономикогеограф.
- Женская молодёжная сборная СССР по баскетболу (12 человек): Надежда Долгова, Сандра Йостиня, Елена Матвеева, Наталья Новикова, Наталья Нохрина, Марина (Мария) Серикова, Надежда Соколова, Галина Токарева, Ольга Чучкова. Вместе с баскетболистками погибли тренеры команды Борис Васильевич Федотов, Генина Петровна Свидерскайте и массажист[19].
- Майя Гольденберг, жена Героя Советского Союза лётчика Генриха Гофмана и мать поэта Виктора Гофмана[20].
- Протоиерей Павел Соколовский, сотрудник Отдела Внешних Церковных Связей Московской Патриархии, настоятель храма Воскресения Христова в Сокольниках.
- По словам Евгения Ловчева, зарегистрировавшийся на рейс Муслим Магомаев в последний момент отказался от полёта[21].
- Василий Михайлович Мамонтов, советник Посольства СССР в ЧССР, заместитель начальника Бюро информации Советской военной администрации в Германии (СВАГ) в конце 1940-х годов.

## Расследование

### Выводы чехословацкой комиссии
Проанализировав ситуацию, чехословацкие следователи сделали следующие выводы:
1. Предполётная подготовка самолёта и экипажа проводилась в соответствии с установленными правилами. Самолёт был технически исправен, полёт проходил по установленному маршруту и на установленных высотах вплоть до приводного радиомаяка Либоц (L). На протяжении всего полёта экипаж не сообщал ни о каких проблемах или сложностях.
2. Все члены экипажа имели необходимые лицензию и квалификацию, а их здоровье оценивалось как хорошее.
3. Самолёт имел действующий сертификат лётной годности и обслуживался в соответствии с действующими инструкциями и наставлениями. На протяжении всего периода эксплуатации его конструкция не изменялась, а все обнаруженные неисправности были своевременно устранены.
4. Во время взлёта и посадки вес и центровка авиалайнера не выходили за установленные пределы.
5. Используемое топливо соответствовало требованиям.
6. Никаких опасных погодных явлений не прогнозировалось и не сообщалось экипажу на протяжении полёта и при заходе на посадку. До посадки полёт проходил в визуальных погодных условиях. При этом в приземном слое на высоте до 100 метров от земли не исключается вероятность возникновения турбулентности во время выполнения захода на посадку.
7. Радионавигационное оборудование на маршруте полёта и в аэропорту работало нормально.
8. Радиосвязь между самолётом и службой управления движением была нормальной.
9. Не было никаких сбоев в работе радиотехнического оборудования аэропорта во время полёта рейса 141 и при его заходе на посадку.
10. Бортовые самописцы работали и сразу после катастрофы были отправлены на экспертизу.
11. Нарушения структурной целостности самолёта до его столкновения с землёй не было. Обломки были разбросаны на удалении не более 320 метров от торца полосы.
12. Огонь появился сразу, как только правая консоль крыла ударилась о землю, после чего начал быстро распространяться. Когда самолёт перевернулся, топливо стало выливаться внутрь фюзеляжа, подпитывая пламя внутри и снаружи фюзеляжа. Спасательные и противопожарные действия начались в течение двух минут с момента катастрофы.
13. Авиалайнер полностью разрушился в катастрофе.
14. Также повредило и огни приближения полосы № 25.
15. В происшествии погибли 66 человек, 18 получили ранения и 16 не пострадали. За исключением четырёх погибших бортпроводников, значительная часть экипажа выжила в катастрофе.
16. Во время спасательных работ из горящего самолёта сумели выбраться 34 человека. Согласно показаниям выживших пассажиров, спасательные работы и эвакуацию значительно осложнял дизайн и конструкция замков ремней безопасности.

В связи с полным разрушением самолёта при столкновении с землёй и последующем пожаре, комиссия от Министерства транспорта Чехословакии пришла к заключению, что не может точно определить причину катастрофы. Есть лишь вероятность, что при выполнении захода на посадку Ту-154 столкнулся с неожиданно возникшей турбулентностью и попал под воздействие сдвига ветра.

### Выводы советской комиссии
Советские следователи подвергли критике работу 207-го лётного отряда, руководство которого выполнило организацию по подготовке к полёту с серьёзными нарушениями, в том числе:
- Командир лётного отряда П. Н. Картерьев и исполняющий обязанности командира авиационной эскадрильи К. Ф. Чанов заменили перед полётом штурмана и бортинженера, хотя для этого не было оснований, тем самым нарушив приказ Министерства гражданской авиации № 275-70 г.
- В задание на полёт были включены два проверяющих и один стажёр, что нарушало пункт 4.1.12 наставления по производству полётов (НПП) ГА-71. В результате сложилась ситуация: когда в кабине находилось сразу несколько проверяющих, это усложняло взаимодействие внутри экипажа, а также привело к тому, что была нарушена работа экипажа на важном этапе — выполнение захода на посадку[2].

Причиной катастрофы следователи назвали ошибку командира экипажа Чернецова, который на малой высоте переложил стабилизатор из посадочного положения в полётное. Отступив от требований "Руководства по лётной эксплуатации" и не обеспечив своевременно посадочную конфигурацию своего самолёта, командир своим действием привёл к тому, что возникла нехватка времени, которая в свою очередь значительно способствовала дальнейшим ошибочным действиям по управлению стабилизатором и созданию аварийной ситуации. Такую ошибку вполне допускает сама конструкция переключателя управления стабилизатором, а потому незаметно для экипажа стабилизатор изменил свой угол с −5,5° до 0°. Но в посадочном положении стабилизатор создавал кабрирующий момент, стремясь поднять нос самолёта, при этом компенсируя противоположный по направлению значительный пикирующий момент, который создавался посадочной конфигурацией крыла и наоборот, старался опустить нос. Перекладывание стабилизатора в полётное положение привело к тому, что кабрирующий момент был убран, после чего пикирующий момент начал опускать нос. Попытки экипажа исправить ситуацию отклонением штурвала оказались малоэффективными из-за малой площади рулей высоты.

## Последствия
На период расследования полёты всех Ту-154 были временно прекращены. Вскоре конструкция самолёта была доработана, в том числе были добавлены аварийные выходы, увеличена мощность двигателей, а также претерпела изменения система управления. Впоследствии Куйбышевский авиазавод начал выпускать Ту-154 модели «А», а после и «Б».

### Комментарии
1. Позади виден киль Boeing 707 бельгийской авиакомпании Sabena
2. ↑  Позади виден киль Boeing 707 бельгийской авиакомпании Sabena
3. ↑  Здесь и далее (по умолчанию) указано Среднее время по Гринвичу — GMT
4. ↑  В отчёте ИКАО ошибочно указана Румыния
5. ↑  В отчёте ИКАО опечатка в названии города Раднице (чеш. Radnice), который указан как Rodnice